# Coupe du monde de ski acrobatique 1990-1991
Navigation
Édition précédente Édition suivante
La Coupe du monde de ski acrobatique 1990-1991 est la douzième édition de la Coupe du monde de ski acrobatique organisée par la Fédération internationale de ski. Elle inclut quatre épreuves : les bosses, le saut acrobatique, le ballet et le combiné, une combinaison des trois autres.
 
La suisse Conny Kissling conserve son titre, le neuvième consécutif, tout comme le français Éric Laboureix pour son cinquième titre. 

## Déroulement de la compétition
La saison est composée de treize étapes, trois en Amérique du Nord et dix en Europe, et se déroule du 30 novembre 1990 au 23 mars 1991. Pour chacune d'entre elles, pour les femmes comme pour les hommes, il y a trois épreuves et quatre podiums : le saut acrobatique, le ski de bosses, le ballet (ou acroski) et le combiné qui est la combinaison des résultats des trois autres. Les épreuves de ski de bosses de Piancavallo sont reportées à Breckenridge, celles d'Oberjoch en fin de saison sont annulées (il n'y a donc finalement que douze épreuves de ski de bosses, et douze combinés).
De plus la saison est interrompue en février par la troisième édition des championnats du monde qui se déroulent à Lake Placid,.
Octuple tenante du titre, la suisse Conny Kissling conserve une nouvelle fois son titre. Chez les hommes le français Éric Laboureix conserve également le sien et porte son total à cinq.
| \| Blackcomb Breckenridge Mont Gabriel Calgary \| Sites des compétitions de ski acrobatique en Amérique du Nord |
| Blackcomb Breckenridge Mont Gabriel Calgary                                                                     |

| Blackcomb Breckenridge Mont Gabriel Calgary |

| \| La Plagne Tignes Zermatt Piancavallo La Clusaz Oberjoch \| Sites des compétitions de ski acrobatique dans les Alpes |
| La Plagne Tignes Zermatt Piancavallo La Clusaz Oberjoch                                                                |

| La Plagne Tignes Zermatt Piancavallo La Clusaz Oberjoch |

| \| Skole Voss Pyhaetunturi Hundfjället \| Sites des compétitions en Europe hors Alpes |
| Skole Voss Pyhaetunturi Hundfjället                                                   |

| Skole Voss Pyhaetunturi Hundfjället |

| \| Blackcomb Breckenridge Mont Gabriel Calgary \| Sites des compétitions de ski acrobatique en Amérique du Nord |
| Blackcomb Breckenridge Mont Gabriel Calgary                                                                     |

| Blackcomb Breckenridge Mont Gabriel Calgary |

| \| La Plagne Tignes Zermatt Piancavallo La Clusaz Oberjoch \| Sites des compétitions de ski acrobatique dans les Alpes |
| La Plagne Tignes Zermatt Piancavallo La Clusaz Oberjoch                                                                |

| La Plagne Tignes Zermatt Piancavallo La Clusaz Oberjoch |

| \| Skole Voss Pyhaetunturi Hundfjället \| Sites des compétitions en Europe hors Alpes |
| Skole Voss Pyhaetunturi Hundfjället                                                   |

| Skole Voss Pyhaetunturi Hundfjället |

## Classements

### Général
| Rang | Nom               | Points |
| ---- | ----------------- | ------ |
| 1    | Éric Laboureix    | 49.00  |
| 2    | Youri Gilg        | 47.00  |
| 3    | Trace Worthington | 45.00  |
| 4    | Jeff Viola        | 28.00  |
| 5    | Hugo Bonatti      | 25.00  |

| Rang | Nom              | Points |
| ---- | ---------------- | ------ |
| 1    | Conny Kissling   | 26.00  |
| 2    | Jilly Curry      | 14.00  |
| 3    | Maja Schmid (pl) | 13.00  |
| 4    | Donna Weinbrecht | 12.00  |
| 5    | Kristean Porter  | 12.00  |

### Saut acrobatique
Chez les femmes, la française Catherine Lombard et l'allemande Sonja Reichart (de) ne participent qu'à une partie de la saison, laissant la place à la concurrence. Et c'est l’allemande Elfie Simchen (de) qui en profite. Chez les hommes le titre se joue aussi entre deux skieurs qui ne l'ont jamais remporté : Philippe LaRoche et Didier Méda. Ils totalisent quatre victoires chacun mais c'est finalement le canadien qui l'emporte.
| Rang | Nom                 | Points |
| ---- | ------------------- | ------ |
| 1    | Philippe LaRoche    | 210.00 |
| 2    | Didier Méda         | 206.00 |
| 3    | Jean-Marc Bacquin   | 202.00 |
| 4    | Kris Feddersen (en) | 198.00 |
| 5    | Trace Worthington   | 194.00 |

| Rang | Nom                | Points |
| ---- | ------------------ | ------ |
| 1    | Elfie Simchen (de) | 101.00 |
| 2    | Kirstie Marshall   | 97.00  |
| 3    | Colette Brand      | 81.00  |
| 4    | Hilde Synnøve Lid  | 77.00  |
| 5    | Marie Lindgren     | 70.00  |

### Ballet
Chez les femmes, Jan Bucher fait son retour à la compétition mais doit s'incliner devant la suisse Conny Kissling qui conserve son titre : douze podiums dont dix victoires pour la suisse alors que l'américaine est huit fois deuxième (et une fois troisième). Chez les hommes le norvégien Rune Kristiansen (de) troisième en 1988 et 1988, puis second en 1989, continue sa progression et s'empare de la première place pour la première fois, avec la manière : douze podiums dont sept victoires. 
| Rang | Nom                   | Points |
| ---- | --------------------- | ------ |
| 1    | Rune Kristiansen (de) | 223.00 |
| 2    | Lane Spina (en)       | 213.00 |
| 3    | Dave Walker           | 201.00 |
| 4    | Roberto Franco (en)   | 197.00 |
| 5    | Armin Weiß            | 191.00 |

| Rang | Nom            | Points |
| ---- | -------------- | ------ |
| 1    | Conny Kissling | 108.00 |
| 2    | Jan Bucher     | 99.00  |
| 3    | Ellen Breen    | 96.00  |
| 4    | Cathy Féchoz   | 85.00  |
| 5    | Julia Snell    | 74.00  |

### Bosses
Les deux tenants du titre, l'américaine Donna Weinbrecht et le français Edgar Grospiron, remportent la compétition de ski de bosses pour la deuxième fois consécutive. Weinbrecht domine assez largement la saison avec onze podiums dont sept victoires en treize courses. La concurrence est plus rude pour Grospiron qui signe tout de même sept podiums dont quatre victoires..
| Rang | Nom                | Points |
| ---- | ------------------ | ------ |
| 1    | Edgar Grospiron    | 192.00 |
| 2    | Hans Engelsen Eide | 182.00 |
| 3    | Éric Berthon       | 180.00 |
| 4    | Olivier Allamand   | 177.00 |
| 5    | Nelson Carmichael  | 176.00 |

| Rang | Nom                   | Points |
| ---- | --------------------- | ------ |
| 1    | Donna Weinbrecht      | 95.00  |
| 2    | Stine Lise Hattestad  | 78.00  |
| 3    | Leelee Morrisson (pl) | 75.00  |
| 4    | Raphaëlle Monod       | 72.00  |
| 5    | Maggie Connor (en)    | 60.00  |

### Combiné
Chez les femmes la suisse Conny Kissling confirme sa suprématie en remportant son huitième titre consécutif de manière éclatante : onze victoires en douze épreuves (seule la britannique Jilly Curry parvient à lui arracher la première épreuve à La Plagne... parce que Kissling ne marque pas de points lors du saut acrobatique). Chez les hommes le français Éric Laboureix conserve également son titre, le quatrième en combiné, malgré son absence en début de saison et la pression de Trace Worthington : Sept podiums tous sur la première marche pour Laboureix, dix podiums mais « seulement » trois victoires pour Worthington.
| Rang | Nom               | Points |
| ---- | ----------------- | ------ |
| 1    | Éric Laboureix    | 117.00 |
| 2    | Trace Worthington | 115.00 |
| 3    | Youri Gilg        | 111.00 |
| 4    | Jeff Viola        | 99.00  |
| 5    | Rafael Martí (es) | 82.00  |

| Rang | Nom              | Points |
| ---- | ---------------- | ------ |
| 1    | Conny Kissling   | 64.00  |
| 2    | Jilly Curry      | 55.00  |
| 3    | Maja Schmid (pl) | 50.00  |
| 4    | Kristean Porter  | 46.00  |
| 5    | Katherina Kubenk | 42.00  |

## Calendrier et podiums

### Hommes
| Date                                            | Lieu               | Épreuve  | Vainqueur               | Second                  | Troisième             |
| ----------------------------------------------- | ------------------ | -------- | ----------------------- | ----------------------- | --------------------- |
| 30 novembre 1990                                | La Plagne          | Bosses   | Edgar Grospiron         | Hans Engelsen Eide      | Éric Berthon          |
| 1er décembre 1990                               | La Plagne          | Saut     | Michel Roth             | Lloyd Langlois          | Alexander Stögner     |
| 2 décembre 1990                                 | La Plagne          | Ballet,  | Hermann Reitberger (de) | Rune Kristiansen (de)   | Lane Spina (en)       |
| 2 décembre 1990                                 | La Plagne          | Combiné, | Sergei Shupletsov       | Trace Worthington       | Rafael Martí (es)     |
| 6 décembre 1990                                 | Tignes             | Bosses   | Éric Berthon            | Edgar Grospiron         | Hans Engelsen Eide    |
| 7 décembre 1990                                 | Tignes             | Saut     | Lloyd Langlois          | Philippe LaRoche        | Trace Worthington     |
| 8 décembre 1990                                 | Tignes             | Ballet   | Roberto Franco (en)     | Lane Spina (en)         | Rune Kristiansen (de) |
| 8 décembre 1990                                 | Tignes             | Combiné  | Trace Worthington       | Sergei Shupletsov       | Jeff Viola            |
| 14 décembre 1990                                | Zermatt            | Ballet   | Lane Spina (en)         | Heini Baumgartner (de)  | Armin Weiß            |
| 15 décembre 1990                                | Zermatt            | Bosses   | John Smart (en)         | Éric Berthon            | Olivier Allamand      |
| 16 décembre 1990                                | Zermatt            | Saut     | Philippe LaRoche        | Jean-Marc Bacquin       | Chip Milner           |
| 16 décembre 1990                                | Zermatt            | Combiné  | Youri Gilg              | Trace Worthington       | Jeff Viola            |
| 20 décembre 1990                                | Piancavallo        | Ballet   | Rune Kristiansen (de)   | Lane Spina (en)         | Dave Walker           |
| 21 décembre 1990                                | Piancavallo        | Saut     | Kris Feddersen (en)     | Philippe LaRoche        | Jean-Marc Bacquin     |
| 11 janvier 1991                                 | Whistler Blackcomb | Ballet,  | Rune Kristiansen (de)   | Hermann Reitberger (de) | Roberto Franco (en)   |
| 12 janvier 1991                                 | Whistler Blackcomb | Bosses   | Nelson Carmichael       | Christian Marcoux       | Hans Engelsen Eide    |
| 13 janvier 1991                                 | Whistler Blackcomb | Saut     | Lloyd Langlois          | Jean-Marc Bacquin       | Jean-Damien Climonet  |
| 13 janvier 1991                                 | Whistler Blackcomb | Combiné  | Éric Laboureix          | Youri Gilg              | Murray Cluff          |
| 17 janvier 1991                                 | Breckenridge       | Ballet   | Rune Kristiansen (de)   | Lane Spina (en)         | Dave Walker           |
| 18 janvier 1991                                 | Breckenridge       | Bosses   | Edgar Grospiron         | Hans Engelsen Eide      | John Smart (en)       |
| 19 janvier 1991                                 | Breckenridge       | Bosses,  | Edgar Grospiron         | Jean-Luc Brassard       | Youri Gilg            |
| 19 janvier 1991                                 | Breckenridge       | Combiné, | Trace Worthington       | Youri Gilg              | Rafael Martí (es)     |
| 20 janvier 1991                                 | Breckenridge       | Saut     | Philippe LaRoche        | Nicolas Fontaine        | Rune Kristiansen (de) |
| 20 janvier 1991                                 | Breckenridge       | Combiné  | Éric Laboureix          | Youri Gilg              | Trace Worthington     |
| 1er février 1991                                | Mont Gabriel       | Ballet,  | Rune Kristiansen (de)   | Hermann Reitberger (de) | Roberto Franco (en)   |
| 2 février 1991                                  | Mont Gabriel       | Bosses   | Jean-Luc Brassard       | Youri Gilg              | Nelson Carmichael     |
| 3 février 1991                                  | Mont Gabriel       | Saut     | Philippe LaRoche        | Lloyd Langlois          | Jean-Marc Rozon       |
| 3 février 1991                                  | Mont Gabriel       | Combiné  | Trace Worthington       | Youri Gilg              | Jeff Viola            |
| Mondiaux de Lake Placid (11 au 17 février 1991) |                    |          |                         |                         |                       |
| 19 février 1991                                 | La Clusaz          | Ballet,  | Rune Kristiansen (de)   | Hermann Reitberger (de) | Fabrice Becker        |
| 20 février 1991                                 | La Clusaz          | Bosses   | Olivier Allamand        | Éric Berthon            | Hans Engelsen Eide    |
| 21 février 1991                                 | La Clusaz          | Saut     | Didier Méda             | Trace Worthington       | Jean-Marc Bacquin     |
| 21 février 1991                                 | La Clusaz          | Combiné  | Éric Laboureix          | Trace Worthington       | Youri Gilg            |
| 24 février 1991                                 | Skole              | Ballet   | Rune Kristiansen (de)   | Roberto Franco (en)     | Dave Walker           |
| 25 février 1991                                 | Skole              | Bosses   | Edgar Grospiron         | John Smart (en)         | Chuck Martin (en)     |
| 26 février 1991                                 | Skole              | Saut     | Trace Worthington       | Kris Feddersen (en)     | Andrei Lisitskij      |
| 26 février 1991                                 | Skole              | Combiné  | Éric Laboureix          | Trace Worthington       | Jeff Viola            |
| 2 mars 1991                                     | Oberjoch           | Ballet,  | Hermann Reitberger (de) | Rune Kristiansen (de)   | Fabrice Becker        |
| 3 mars 1991                                     | Oberjoch           | Saut     | Didier Méda             | Philippe LaRoche        | Kris Feddersen (en)   |
| 8 mars 1991                                     | Voss               | Ballet   | Richard Pierce          | Dave Walker             | Rune Kristiansen (de) |
| 9 mars 1991                                     | Voss               | Bosses   | Olivier Allamand        | Hans Engelsen Eide      | Nelson Carmichael     |
| 10 mars 1991                                    | Voss               | Saut     | Didier Méda             | Alexander Stögner       | Trace Worthington     |
| 10 mars 1991                                    | Voss               | Combiné  | Éric Laboureix          | Trace Worthington       | Youri Gilg            |
| 14 mars 1991                                    | Pyhätunturi        | Ballet   | Rune Kristiansen (de)   | Lane Spina (en)         | Dave Walker           |
| 16 mars 1991                                    | Pyhätunturi        | Bosses   | Nelson Carmichael       | Sergei Shupletsov       | Edgar Grospiron       |
| 17 mars 1991                                    | Pyhätunturi        | Saut     | Didier Méda             | Jean-Marc Bacquin       | Alexis Blanc          |
| 17 mars 1991                                    | Pyhätunturi        | Combiné  | Éric Laboureix          | Trace Worthington       | Youri Gilg            |
| 21 mars 1991                                    | Hundfjället        | Saut     | Philippe LaRoche        | Kris Feddersen (en)     | Jean-Damien Climonet  |
| 22 mars 1991                                    | Hundfjället        | Ballet   | Lane Spina (en)         | Rune Kristiansen (de)   | Armin Weiß            |
| 23 mars 1991                                    | Hundfjället        | Bosses   | Youri Gilg              | Leif Persson            | Edgar Grospiron       |
| 23 mars 1991                                    | Hundfjället        | Combiné  | Éric Laboureix          | Youri Gilg              | David Belhumeur       |

### Femmes
| Date                                            | Lieu               | Épreuve  | Vainqueur                | Second                    | Troisième                |
| ----------------------------------------------- | ------------------ | -------- | ------------------------ | ------------------------- | ------------------------ |
| 30 novembre 1990                                | La Plagne          | Bosses   | Raphaëlle Monod          | Donna Weinbrecht          | Stine Lise Hattestad     |
| 1er décembre 1990                               | La Plagne          | Saut     | Sabine Horvath           | Jodie Spiegel             | Hilde Synnøve Lid        |
| 2 décembre 1990                                 | La Plagne          | Ballet   | Cathy Féchoz             | Jan Bucher                | Ellen Breen              |
| 2 décembre 1990                                 | La Plagne          | Combiné  | Jilly Curry              | Kristean Porter           | Katherina Kubenk         |
| 6 décembre 1990                                 | Tignes             | Bosses   | Elizaveta Kozhevnikova   | Raphaëlle Monod           | Stine Lise Hattestad     |
| 7 décembre 1990                                 | Tignes             | Saut     | Catherine Lombard        | Elfie Simchen (de)        | Kirstie Marshall         |
| 8 décembre 1990                                 | Tignes             | Ballet   | Conny Kissling           | Ellen Breen               | Jan Bucher               |
| 8 décembre 1990                                 | Tignes             | Combiné  | Conny Kissling           | Jilly Curry               | Katherina Kubenk         |
| 14 décembre 1990                                | Zermatt            | Ballet   | Conny Kissling           | Jan Bucher                | Åsa Magnusson (en)       |
| 15 décembre 1990                                | Zermatt            | Bosses   | Donna Weinbrecht         | Raphaëlle Monod           | Stine Lise Hattestad     |
| 16 décembre 1990                                | Zermatt            | Saut     | Liselotte Johansson (en) | Elfie Simchen (de)        | Hilde Synnøve Lid        |
| 16 décembre 1990                                | Zermatt            | Combiné  | Conny Kissling           | Maja Schmid (pl)          | Katherina Kubenk         |
| 20 décembre 1990                                | Piancavallo        | Ballet   | Conny Kissling           | Jan Bucher                | Cathy Féchoz             |
| 21 décembre 1990                                | Piancavallo        | Saut     | Elfie Simchen (de)       | Kirstie Marshall          | Sue Michalski-Cagen (pl) |
| 11 janvier 1991                                 | Whistler Blackcomb | Ballet   | Conny Kissling           | Jan Bucher                | Ellen Breen              |
| 12 janvier 1991                                 | Whistler Blackcomb | Bosses   | Donna Weinbrecht         | Raphaëlle Monod           | Maggie Connor (en)       |
| 13 janvier 1991                                 | Whistler Blackcomb | Saut     | Kirstie Marshall         | Marie Lindgren            | Colette Brand            |
| 13 janvier 1991                                 | Whistler Blackcomb | Combiné  | Conny Kissling           | Maja Schmid (pl)          | Jilly Curry              |
| 17 janvier 1991                                 | Breckenridge       | Ballet   | Conny Kissling           | Jan Bucher                | Ellen Breen              |
| 18 janvier 1991                                 | Breckenridge       | Bosses   | Donna Weinbrecht         | Birgit Stein-Keppler (de) | Silvia Marciandi (it)    |
| 19 janvier 1991                                 | Breckenridge       | Bosses,  | Donna Weinbrecht         | Raphaëlle Monod           | Tatjana Mittermayer      |
| 19 janvier 1991                                 | Breckenridge       | Combiné, | Conny Kissling           | Jilly Curry               | Maja Schmid (pl)         |
| 20 janvier 1991                                 | Breckenridge       | Saut     | Marie Lindgren           | Kirstie Marshall          | Elfie Simchen (de)       |
| 20 janvier 1991                                 | Breckenridge       | Combiné  | Conny Kissling           | Kristean Porter           | Jilly Curry              |
| 1er février 1991                                | Mont Gabriel       | Ballet   | Conny Kissling           | Jan Bucher                | Ellen Breen              |
| 2 février 1991                                  | Mont Gabriel       | Bosses   | Donna Weinbrecht         | Elizaveta Kozhevnikova    | Tatjana Mittermayer      |
| 3 février 1991                                  | Mont Gabriel       | Saut     | Elfie Simchen (de)       | Lina Cheryazova           | Kirstie Marshall         |
| 3 février 1991                                  | Mont Gabriel       | Combiné  | Conny Kissling           | Jilly Curry               | Katherina Kubenk         |
| Mondiaux de Lake Placid (11 au 17 février 1991) |                    |          |                          |                           |                          |
| 19 février 1991                                 | La Clusaz          | Ballet   | Ellen Breen              | Conny Kissling            | Cathy Féchoz             |
| 20 février 1991                                 | La Clusaz          | Bosses   | Donna Weinbrecht         | Maggie Connor (en)        | Tatjana Mittermayer      |
| 21 février 1991                                 | La Clusaz          | Saut     | Sabine Horvath           | Jilly Curry               | Hilde Synnøve Lid        |
| 21 février 1991                                 | La Clusaz          | Combiné  | Conny Kissling           | Maja Schmid (pl)          | Jilly Curry              |
| 24 février 1991                                 | Skole              | Ballet   | Conny Kissling           | Cathy Féchoz              | Sharon Petzold (en)      |
| 25 février 1991                                 | Skole              | Bosses   | Elizaveta Kozhevnikova   | Leelee Morrisson (pl)     | Donna Weinbrecht         |
| 26 février 1991                                 | Skole              | Saut,    | Kirstie Marshall         | Lina Cheryazova           | Vasilisa Semenchuk (en)  |
| 26 février 1991                                 | Skole              | Combiné  | Conny Kissling           | Maja Schmid (pl)          | Kristean Porter          |
| 2 mars 1991                                     | Oberjoch           | Ballet,  | Conny Kissling           | Ellen Breen               | Nadège Ferrier           |
| 3 mars 1991                                     | Oberjoch           | Saut     | Sonja Reichart (de)      | Elfie Simchen (de)        | Kirstie Marshall         |
| 8 mars 1991                                     | Voss               | Ballet   | Ellen Breen              | Jan Bucher                | Conny Kissling           |
| 9 mars 1991                                     | Voss               | Bosses   | Leelee Morrisson (pl)    | Donna Weinbrecht          | Stine Lise Hattestad     |
| 10 mars 1991                                    | Voss               | Saut     | Elfie Simchen (de)       | Kirstie Marshall          | Hilde Synnøve Lid        |
| 10 mars 1991                                    | Voss               | Combiné  | Conny Kissling           | Jilly Curry               | Kylie Gill (en)          |
| 14 mars 1991                                    | Pyhätunturi        | Ballet   | Conny Kissling           | Jan Bucher                | Åsa Magnusson (en)       |
| 16 mars 1991                                    | Pyhätunturi        | Bosses   | Elizaveta Kozhevnikova   | Leelee Morrisson (pl)     | Donna Weinbrecht         |
| 17 mars 1991                                    | Pyhätunturi        | Saut     | Elfie Simchen (de)       | Colette Brand             | Lina Cheryazova          |
| 17 mars 1991                                    | Pyhätunturi        | Combiné  | Conny Kissling           | Jilly Curry               | Maja Schmid (pl)         |
| 21 mars 1991                                    | Hundfjället        | Saut     | Colette Brand            | Elfie Simchen (de)        | Kirstie Marshall         |
| 22 mars 1991                                    | Hundfjället        | Ballet   | Conny Kissling           | Jan Bucher                | Ellen Breen              |
| 23 mars 1991                                    | Hundfjället        | Bosses   | Donna Weinbrecht         | Stine Lise Hattestad      | Leelee Morrisson (pl)    |
| 23 mars 1991                                    | Hundfjället        | Combiné  | Conny Kissling           | Kristean Porter           | Jilly Curry              |